# Jacques Stern (Politiker)

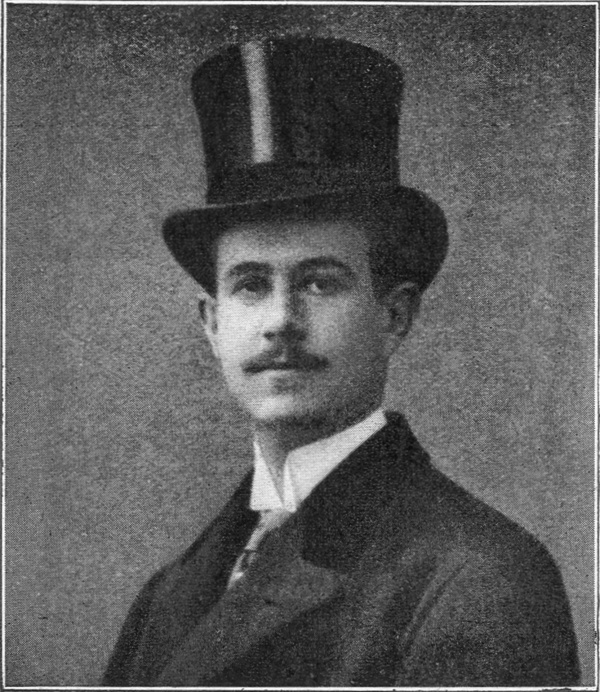
Abgeordneter Jacques Stern

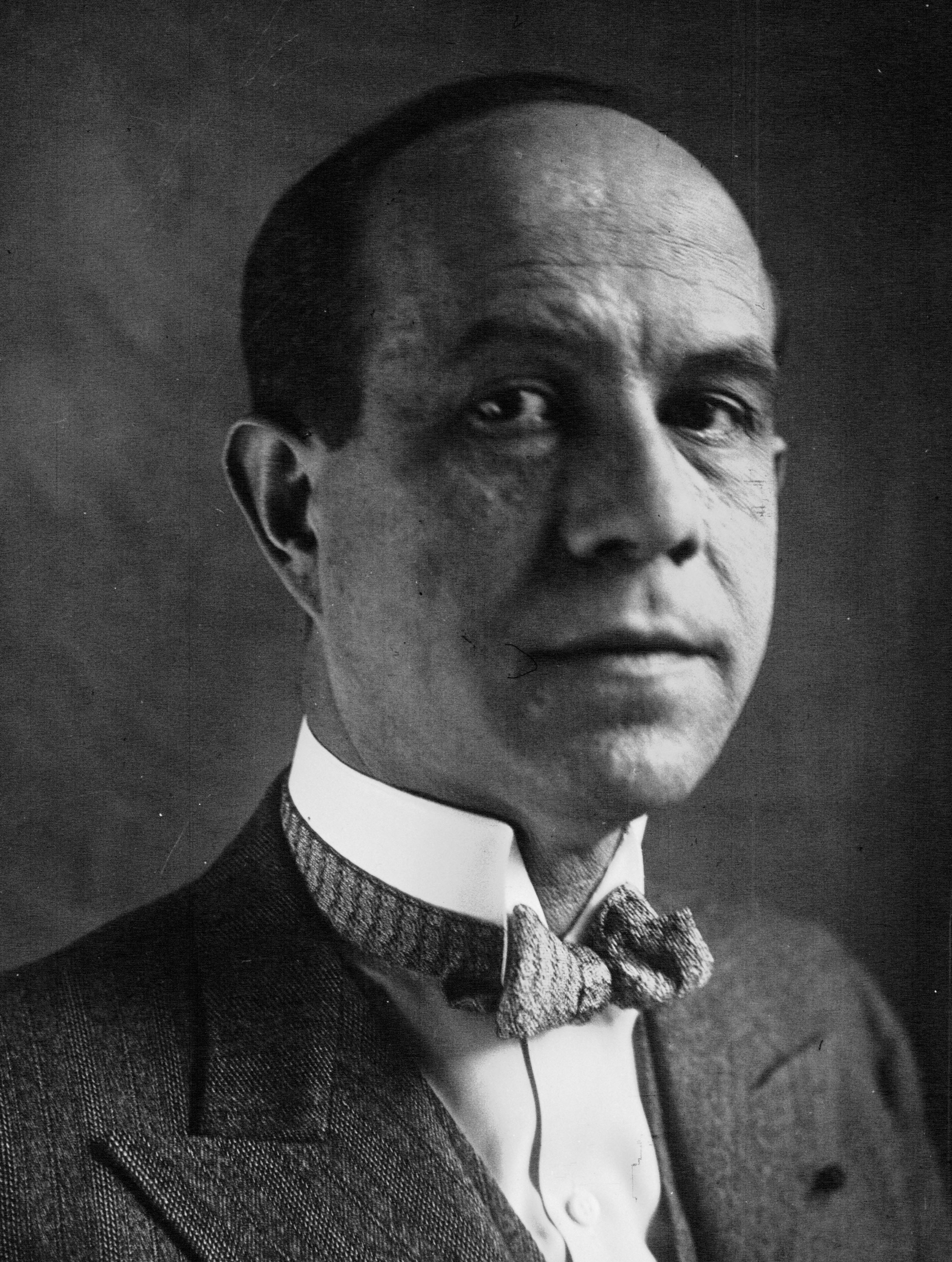
Jacques Stern (1932)

Jacques Stern (* 14. April 1882 in Paris, Frankreich, anderen Angaben zufolge in Deutschland; † 21. Dezember 1949, New York City, Vereinigte Staaten) war ein französisch-jüdischer Politiker der Dritten Französischen Republik und Mitglied der Bankiersfamilie Stern.

## Leben
Von 1914 bis 1919 und von 1928 bis 1936 war er für eine von den Radikalsozialisten geführte linksrepublikanische Allianz Deputierter des südfranzösischen Departements Alpes-de-Haute-Provence in der französischen Abgeordnetenkammer.
Trotz einer an die Dreyfus-Affäre erinnernden nationalistischen Kampagne wurde Stern im Dezember 1930 zum Unterstaatssekretär des Kriegsmarine-Ministers Albert Sarraut im Kabinett Théodore Steeg (bis Januar 1931) und im Oktober 1933 zum Handelsmarine-Minister im Kabinett Albert Sarraut (bis November 1933) berufen. Von Januar bis Juni 1936 war er Kolonialminister in einem erneuten Kabinett Sarraut. Nach Ausbruch des Zweiten Weltkrieges floh er zunächst nach Portugal, ab 1942 lebte er in den Vereinigten Staaten.
Während des Weltkrieges warb Stern für eine Assimilation der farbigen Völker des Französischen Kolonialreiches und propagierte die Vision von „Hundert Millionen Franzosen“.
Er war Träger des Seeverdienstordens.

## Schriften
- The French Colonies. Past and Future. New York 1944.